# Нежметдинов, Рашид Гибятович
Раши́д Гибя́тович Нежметди́нов (тат. Räşit Hibät ulı Näcmetdinov, Рәшит Һибәт улы Нәҗметдинов; 15 декабря 1912, Актюбинск, Тургайская область — 3 июня 1974, Казань) — советский шахматист, международный мастер (1954), шашист, мастер спорта СССР (1949), первый человек в мире, владевший одновременно званиями мастера по этим видам спорта.
Пятикратный чемпион РСФСР по шахматам (1950, 1951, 1953, 1957, 1958), двукратный победитель командных чемпионатов СССР (1954 — в составе сборной ДСО «Спартак», 1955 — в составе сборной РСФСР), призёр ряда международных турниров в СССР и за рубежом, обладатель многочисленных наград за самые красивые партии турниров.
В 1950 году Нежметдинов прекратил выступления в шашечных соревнованиях. В шахматах он также проявил себя как тренер. С 1948 года работал с шахматной сборной РСФСР, в качестве тренера 5 раз выигрывал с ней командные чемпионаты и Спартакиады народов СССР. Четырежды становился чемпионом СССР с командой юношей РСФСР, был секундантом Михаила Таля в матчах за звание чемпиона мира. В 1962 году стал Заслуженным тренером СССР. В честь Нежметдинова названы улица в Казани, Центральная детско-юношеская шахматная школа олимпийского резерва Казани и городской Дворец шахмат, а также ежегодный всероссийский командный турнир шахматных школ.

## Биография

### Семья и детство
Рашид Нежметдинов родился в конце 1912 года в городе Актюбинске в семье батрака, работавшего на местного купца Алюкина. По данным канадского шахматиста и писателя Марата Хасанова, отец Рашида Гибадулла (в биографии 1983 года — Гибятулла) Нежметдинов был выходцем из семьи потомственных имамов, братом имама Абдуллы Нежметдинова, рассорившимся с семьёй и уехавшим, чтобы начать самостоятельную жизнь. Семья Гибятуллы перебралась в Актюбинск в 1910 году; кроме Рашида, у Гибятуллы и Сарэ Нежметдиновых были ещё трое детей — старший сын Кави (в будущем известный татарский писатель Кави Наджми) и младшие дочь Лямига и сын Талгат. Сарэ умерла рано, оставив Гибятуллу с четырьмя детьми, из которых зарабатывать отцу мог помочь только Кави и — в малой степени — Рашид, которого уже в раннем детстве отдали в подпаски. Вскоре умер и Гибятулла, и Кави, оставшийся главой семейства, увёз младших братьев и сестру к родным отца в деревню Красный Остров Нижегородской губернии. Сам он затем уехал в Казань на заработки, оставив остальных детей у дяди Гумера. В 1919 году в Казань перебрался и Рашид с сестрой. Кави, в это время находившийся на военной службе, не мог постоянно оставаться с семьёй и вынужден был определить брата и сестру в детский дом. Там Рашид в 9 лет пережил катастрофический голод в Поволжье. В детском доме он выучился читать и писать на русском и татарском языках.

### Начало спортивной карьеры
Вернувшись в Казань после службы, Кави забрал Рашида из детского дома к себе. Уже на новом месте мальчик случайно познакомился с шахматами. Осенью 1923 года, играя во дворе в прятки, он нашёл вырванный из книги лист с непонятными изображениями и записями, а затем в городском «Коммунистическом клубе», где посещал сборы пионерского отряда, увидел взрослых за игрой, напоминавшей изображения с найденной страницы. Это и были шахматы. Рашид на протяжении какого-то времени продолжал, приходя в клуб, следить за игрой и однажды сам попросился за доску, поочерёдно, к удивлению соперников-любителей, обыграв их всех. Результатом стала рекомендация квалифицированного шахматиста Самсонова, наблюдавшего за этими поединками, о принятии юного самородка в городскую шахматную секцию. В секции, однако, Нежметдинов, незнакомый с теорией и всему учившийся на собственном опыте, на первых порах терпел многочисленные поражения. Он бросил игру и начал читать книги о шахматах. Хотя это чтение было бессистемным (а на лучшие учебники, написанные к тому времени, в частности, Ласкером, Рети и Нимцовичем, у Нежметдиновых просто не было денег), через год Рашид, вернувшись в секцию, начал побеждать. Зимой 1927 года в городском первенстве среди пионеров он выиграл 15 партий, добившись 100-процентного результата. Эта победа дала ему возможность участвовать во взрослом турнире 3-й категории, и по его итогам юный шахматист получил эту категорию, перескочив присвоение 4-й. Весной и летом 1928 года Нежметдинов участвовал в полуфинале так называемого большого чемпионата Казани, но недостаточно уверенно разыгрывал выигрышные эндшпили и в итоге, набрав 3 очка из 6 возможных, в финал не пробился.
К этому времени, однако, к увлечению шахматами у молодого спортсмена добавился интерес к ещё одной игре — русским шашкам. С ними он познакомился тоже случайно, не найдя в один из вечеров в клубе соперника для партии в шахматы. В шашках развитию Нежметдинова меньше, чем в шахматах, препятствовало незнание теории — на первых этапах становления игрока ему хватало хорошей памяти и изобретательного мышления. Впервые сыграв в шашки в начале 1928 года, он уже в феврале победил в полуфинале чемпионата Казани, а затем занял второе место в финальном турнире. Вскоре после этого в Казань приехал первый чемпион СССР Василий Медков, приглашённый сыграть вне конкурса в первенстве Района автономных республик и областей (в это образование, известное под аббревиатурой РАРО, входили 7 административных единиц, включая Автономную Татарскую ССР). Перед турниром Медков проводил сеанс одновременной игры, где Нежметдинов сделал с ним ничью, а в самом турнире Рашид занял второе место за москвичом, опередив следующего соперника на 2 очка. Поскольку Медков выступал в чемпионате неофициально, чемпионское звание завоевал Нежметдинов. Положительный отзыв московского чемпиона об игре казанского юноши появился в журнале «Шахматы и шашки в рабочем клубе», а разбор им двух партий Нежметдинова — в газете «Красная Татария».
| 1.cd4 de5 2.bc3 ed6 3.ef4 ba5 4.fe3 cb6 5.gf2 bc5 6.d:b6 a:c7 7.ed4 cb6 8.fe3 ba5? (Медков пишет, что рисковал проиграть партию, обычно играется 8. …bc7) 9.dc5! d:b4 10.f:d6 dc7 11.a:c5 c:e5 12.ef4 hg5 13.f:d6 (занимая поле d6, белые обеспечивают себе победу) | Р. Нежметдинов — В. Медков Перекрёсток \| \| a \| b \| c \| d \| e \| f \| g \| h \| \| \| \| 8 \| \| \| \| \| \| \| \| \| 8 \| \| \| 7 \| \| \| \| \| \| \| \| \| 7 \| \| \| 6 \| \| \| \| \| \| \| \| \| 6 \| \| \| 5 \| \| \| \| \| \| \| \| \| 5 \| \| \| 4 \| \| \| \| \| \| \| \| \| 4 \| \| \| 3 \| \| \| \| \| \| \| \| \| 3 \| \| \| 2 \| \| \| \| \| \| \| \| \| 2 \| \| \| 1 \| \| \| \| \| \| \| \| \| 1 \| \| \| \| a \| b \| c \| d \| e \| f \| g \| h \| \| \| Позиция после 13-го хода белых |                 |                | 13. …gf4 14.g:e5 f:b6 15.de3 gf6 16.hg3 fg5 17.ab2 gh4 18.ef4 h:f2 19.e:g3 hg7 20.fe5? (ошибка, выигрывало за белых 20.fg5) 20. …ab4! 21.c:c7 fe7 22.d:h6 b:h2 Ничья. |                |                 |                 |                 |   |  |
| | a | b               | c              | d | e              | f               | g               | h               |   |  |
| 8 | a8 | b8 чёрная шашка | c8             | d8 | e8             | f8 чёрная шашка | g8              | h8 чёрная шашка | 8 |  |
| 7 | a7 чёрная шашка | b7              | c7             | d7 | e7             | f7              | g7 чёрная шашка | h7              | 7 |  |
| 6 | a6 | b6              | c6             | d6 белая шашка | e6             | f6 чёрная шашка | g6              | h6              | 6 |  |
| 5 | a5 чёрная шашка | b5              | c5 белая шашка | d5 | e5             | f5              | g5 чёрная шашка | h5              | 5 |  |
| 4 | a4 | b4              | c4             | d4 | e4             | f4              | g4              | h4              | 4 |  |
| 3 | a3 | b3              | c3 белая шашка | d3 | e3             | f3              | g3 белая шашка  | h3              | 3 |  |
| 2 | a2 | b2              | c2             | d2 белая шашка | e2             | f2              | g2              | h2 белая шашка  | 2 |  |
| 1 | a1 белая шашка | b1              | c1 белая шашка | d1 | e1 белая шашка | f1              | g1              | h1              | 1 |  |
| | a | b               | c              | d | e              | f               | g               | h               |   |  |

Осенью 1928 года Нежметдинов собирался участвовать в чемпионате Казани по шахматам, но этим планам помешало приглашение в Москву на чемпионат РСФСР по шашкам. По итогам этого турнира ему (первому из казанских шашистов) в октябре была присвоена 1-я категория. В самом конце года успех пришёл к Нежметдинову и в шахматах: в так называемом малом чемпионате Казани, где соревновалась в основном молодёжь, он занял первое место. Этот результат дал ему право на участие в стартовавшем через месяц большом чемпионате Казани. Нежметдинов начал турнир хорошо, за первые 5 недель (половину дистанции) набрав 6½ очков, но не смог позволить себе сосредоточиться на игре на протяжении всего первенства и на финише показал лишь немногим лучший результат, получив тем не менее 2-ю всесоюзную категорию.
Летом 1929 года Нежметдинов выиграл чемпионат Казани по шашкам с близким к 100-процентному результатом. В это время он увлёкся сеансами одновременной игры, при этом пострадав по административной линии: его исключили из состава шахматно-шашечной секции и квалификационной комиссии и дисквалифицировали сроком на месяц за «непосещение заседаний секции» и «раздачу призов деньгами, а не вещами». Это не помешало Нежметдинову, однако, дать менее чем через месяц сеанс одновременной игры в шашки вслепую на 8 досках и выиграть все эти партии. Такой результат был отмечен во всесоюзной прессе — в «Шахматах и шашках в рабочем клубе» появилась посвящённая Нежметдинову заметка «„Вундеркинд“ в Казани». 6 октября он дал ещё один сеанс одновременной игры вслепую, теперь уже на 15 досках. Результатом стали 11 побед при 2 поражениях и 2 ничьих — согласно шахматно-шашечной прессе того времени, Нежметдинов таким образом улучшил всесоюзный рекорд игры вслепую и по количеству досок, и по количеству побед.
В конце 1929 года Нежметдинова снова пригласили в Москву, теперь уже на Малый всесоюзный чемпионат (в Большом играли только мастера и чемпионы союзных республик). Турнир проходил в трёх группах, и в Большой чемпионат казанский шашист, показывавший рискованную игру с минимумом ничьих, не пробился. Его результат — 12 очков из 21 — пресса оценила критично: «Большего можно было ждать от Нежметдинова». На региональном уровне, однако, Нежметдинов оставался лидером. В начале 1930 года он последовательно выиграл полуфинальный и финальный турниры шахматного первенства Казани, а сразу вслед за этим — и шашечный чемпионат города, окончив школу с 1-й всесоюзной категорией как в шашках, так и в шахматах.

### Перворазрядник: Одесса и Казань
По окончании школы Нежметдинов не мог устроиться на работу в Казани. После полугода поисков он в январе 1931 года бросил участие в недавно начавшемся шахматном первенстве города и уехал в Одессу — на родину шашиста Семёна Корхова, с которым познакомился на чемпионате СССР за год до этого. На новом месте Корхов оказал знакомому значительную помощь. Нежметдинову удалось сначала устроиться кочегаром, а затем и попасть на работу в местный шахматно-шашечный клуб. После этого он стал активным участником шахматных и шашечных соревнований в Одессе, по-прежнему демонстрируя изобретательную, рискованную игру, и в 1933 году стал чемпионом города в обоих видах спорта.
Вернувшись в Казань, Нежметдинов поступил на работу в местное Бюро стандартизации и одновременно вёл шахматный кружок в Казанском университете. Он продолжал успешно выступать в соревнованиях — в шахматных на местном уровне, где выигрывал почти все турниры, за исключением городского чемпионата 1935 года, который бросил после четырёх поражений, а в шашечных — и на республиканском. Так, в 1934 году казанец выиграл полуфинальный турнир чемпионата РСФСР, а его четвёртое место в финале было расценено в прессе как неудача. В январе 1936 года Нежметдинов играл одновременно в чемпионатах Казани по шахматам и по шашкам и в обоих вышел победителем. Благодаря прочной репутации он стал первым шахматистом, допущенным летом того же года к участию в турнире первокатегорников в Ростове. Казанец стартовал удачно, в первых 4 турах набрав 3½ очка, но затем развить успех ему помешали недостаточная дебютная подготовка и слишком рискованная игра.

Пропустив состоявшийся в 1936 году 1-й шахматный матч городов Поволжья, через год у себя дома Нежметдинов выступил в следующем аналогичном соревновании на первой доске у казанской сборной. Он набрал 10 очков из 12 возможных, и казанская команда с его помощью обыграла сборные Сталинграда, Саратова и Куйбышева, заняв первое место. Осенью Нежметдинов поступил на физико-математический факультет педагогического института. Следующий год был ознаменован для него получением двух подряд кандидатских баллов. Первый был завоёван в Свердловске в турнире сильнейших первокатегорников СССР. Нежметдинов начал это соревнование блестяще, одержав 9 побед подряд, затем нехватка теоретических знаний снова замедлила его продвижение, но для кандидатского балла очков оказалось достаточно. Второй балл казанец получил во Всесоюзном турнире первокатегорников в Горьком. Ему немного не хватило для того, чтобы получить сразу два, а вместе с ними и звание кандидата, однако опять подвела ограниченность подготовки. В турнире он обыгрывал в основном игроков «узкого профиля» за счёт лучших способностей в сложных эндшпилях, но не справлялся с лидерами. В журнале «Шахматы в СССР» П. А. Романовский так писал о выступлении Нежметдинова: 
Далёкий расчёт, находчивость, горячая фантазия делали его опасным для каждого. К сожалению, весьма невысокое не только знание, но и понимание дебютных задач оказалось для него слишком серьёзным камнем преткновения.
К этому времени стало видно, что постоянное переключение с шахмат на шашки и обратно (в промежутке между шахматными турнирами в Свердловске и Горьком он успел выиграть шашечное соревнование в Саратове) отнимает у Нежметдинова много времени и не даёт в достаточной степени совершенствовать игру. Последнего кандидатского балла пришлось ждать ещё год — его казанский шахматист получил на Всесоюзном турнире первокатегорников 1939 года, где победил в своей группе, одержав 8 побед при 2 ничьих. По собственным словам Нежметдинова, ему сильно помог сборник этюдов авторства Куббеля, который он проштудировал во время долгой госпитализации накануне соревнования.

### На военной службе
В 1940 году Нежметдинов впервые сыграл во Всесоюзном турнире кандидатов в мастера, но особых успехов в нём не добился. В этом же году он окончил пединститут и был призван в армию. Рядовым красноармейцем был направлен на службу в Забайкальский военный округ, но благодаря высшему образованию и членству в партии был зачислен на 9-месячные курсы политруков, которые окончил со званием младшего политрука. Великую Отечественную войну полностью провёл в Чите. В это время участвовать в турнирах Нежметдинову практически не доводилось, хотя в начале 1941 года он успел выиграть чемпионат округа с 15 очками из 16 возможных и во время очередной госпитализации давал сеансы шахматной и шашечной игры вслепую.
В июле 1945 года Нежметдинов был переведён на службу в Берлин, где возобновил участие в шахматных соревнованиях. В турнире на первенство Берлинского гарнизона в 1946 году занял второе место после Бориса Наглиса, затем в июле — августе того же года одержал победу в первом шахматном чемпионате Советской военной администрации в Германии (СВАГ), набрав 13 очков из 14 возможных и на пол-очка опередив Исаака Липницкого. В этот же период у Липницкого и Наглиса возникла идея шахматного матча между советским и американским военными контингентами в Германии. В этом матче, в котором с каждой стороны участвовало по 10 игроков, Нежметдинов встретился на третьей доске с достаточно слабым соперником, капитаном Саллисоном, игравшим в силу третьеразрядника, и легко добился победы. Остальные советские шахматисты также выиграли свои партии, закончив матч с сухим счётом 10:0. Находясь в Германии, Нежметдинов потратил много времени, собирая по всей стране шахматную литературу на немецком языке. По его словам, в дальнейшем некоторые из этих книг использовал Михаил Ботвинник при подготовке к матчу-турниру 1948 года на первенство мира.

### Первые послевоенные годы
Осенью 1946 года Нежметдинов демобилизовался и вернулся в Казань, где стал работать в спортивном обществе «Спартак», преподавая в кружках и давая сеансы одновременной игры. В том же году занял должность старшего тренера Татарского совета ДСО «Спартак». Вскоре после возвращения сыграл в шахматном чемпионате города, где в борьбе с мастером Владимиром Сайгиным и несколькими другими сильными соперниками занял только третье место.
Однако весной 1947 года в Приволжском зональном турнире VII чемпионата РСФСР по шахматам в Горьком казанский кандидат уже демонстрировал привычную агрессивную атакующую игру и, выиграв соревнование, получил право на участие в финальной стадии чемпионата. Этот этап проходил в июне 1947 года в Куйбышеве, и Нежметдинов начал его с семи побед подряд, обыграв четверых перворазрядников, двух кандидатов и мастера Льва Аронина. Его победная партия с туляком Алексеем Суэтиным была удостоена особого приза за красоту. Затем, однако, последовали поражения от Алексея Ивашина, противопоставившего комбинационному натиску казанца строгую позиционную игру и заставившего его ошибиться в эндшпиле, и от будущего чемпиона Николая Новотельнова. В целом вторая половина чемпионата оказалась почти настолько же неудачной, насколько первая — успешной, и Нежметдинов в очередной раз продемонстрировал, что и побеждает, и проигрывает сериями. Он финишировал с 9½ очками, разделив с Ивашиным 2—3-е места.
После Куйбышева Нежметжинов принял участие во Всесоюзном турнире кандидатов в мастера, проходившем в Ярославле, где успешно опробовал ряд тактических новинок и систем. Начав соревнование с 3½ очками в 7 первых встречах, он в оставшихся семи партиях набрал 5 очков и разделил 2—4-е места, на два очка отстав от победителя — Ратмира Холмова, которого по ходу турнира победил в личной встрече. В дни соревнования казанец также взял реванш за недавнее поражение в республиканском первенстве у Ивашина.
Результат в Ярославле дал Нежметдинову право на квалификационный матч за мастерское звание. В соперники ему был изначально определён Георгий Лисицын, и казанец три месяца изучал его партии, готовясь к личной встрече. Однако затем Лисицына заменили на мастера Владаса Микенаса, автора статей о защите Алехина (на его счету была и личная победа над экс-чемпионом мира в Кемери). Остаток времени перед матчем Нежметдинов провёл за поисками контригры в этой системе. Эта подготовка принесла плоды: уже в первой партии матча, 14 февраля 1948 года, Микенас, играя чёрными, применил защиту Алехина, но белые, неожиданно пожертвовав пешку в дебюте, получили свободу манёвра, и уже на 17-м ходу мастеру пришлось сдаться.
| 1.e4 Кf6 2.e5 Кd5 3.c4 Кb6 4.c5 Кd5 5.Сc4 e6 6.Кc3 К:c3 7.dc Фh4?! (Я. Дамский считает этот ход проявлением пренебрежения к сопернику, но Микенас в своих статьях отмечал, что 7. …С:c5 хуже, так как даёт белым развить атаку после рокировки, а лучший вариант 7. …Кc6 8.Сf4 С:c5 9.Фg4 g5! на тот момент ещё не нашли) 8.Фe2 С:c5 | Р. Нежметдинов — В. Микенас Защита Алехина \| \| a \| b \| c \| d \| e \| f \| g \| h \| \| \| \| 8 \| \| \| \| \| \| \| \| \| 8 \| \| \| 7 \| \| \| \| \| \| \| \| \| 7 \| \| \| 6 \| \| \| \| \| \| \| \| \| 6 \| \| \| 5 \| \| \| \| \| \| \| \| \| 5 \| \| \| 4 \| \| \| \| \| \| \| \| \| 4 \| \| \| 3 \| \| \| \| \| \| \| \| \| 3 \| \| \| 2 \| \| \| \| \| \| \| \| \| 2 \| \| \| 1 \| \| \| \| \| \| \| \| \| 1 \| \| \| \| a \| b \| c \| d \| e \| f \| g \| h \| \| \| Позиция после 8-го хода чёрных |                 |                 | 9.Кh3! (создаётся угроза чёрному ферзю после 10.Сg5, и его приходится спасать) 9. …f6? (сам Нежметдинов предлагал играть 9. …Фe7, но преимущество белых сохраняется и в этом варианте. Видимо, ход конём на h3 уже выиграл партию) 10.ef Ф:f6 11.Фh5+ Фg6 12.Ф:c5 Ф:g2 13.Лg1 Ф:h3 14.Л:g7 Кc6 15.Сe2 e5 (иначе следует мат в несколько ходов) 16.Сg4 Фh4 17.Фd5 (неотвратимы удары на d7, f7, а при отступлении ферзя — на h5) Чёрные сдались. |                  |                 |                 |                 |   |  |
| | a | b               | c               | d | e                | f               | g               | h               |   |  |
| 8 | a8 чёрная ладья | b8 чёрный конь  | c8 чёрный слон  | d8 | e8 чёрный король | f8              | g8              | h8 чёрная ладья | 8 |  |
| 7 | a7 чёрная пешка | b7 чёрная пешка | c7 чёрная пешка | d7 чёрная пешка | e7               | f7 чёрная пешка | g7 чёрная пешка | h7 чёрная пешка | 7 |  |
| 6 | a6 | b6              | c6              | d6 | e6 чёрная пешка  | f6              | g6              | h6              | 6 |  |
| 5 | a5 | b5              | c5 чёрный слон  | d5 | e5 белая пешка   | f5              | g5              | h5              | 5 |  |
| 4 | a4 | b4              | c4 белый слон   | d4 | e4               | f4              | g4              | h4 чёрный ферзь | 4 |  |
| 3 | a3 | b3              | c3 белая пешка  | d3 | e3               | f3              | g3              | h3              | 3 |  |
| 2 | a2 белая пешка | b2 белая пешка  | c2              | d2 | e2 белый ферзь   | f2 белая пешка  | g2 белая пешка  | h2 белая пешка  | 2 |  |
| 1 | a1 белая ладья | b1              | c1 белый слон   | d1 | e1 белый король  | f1              | g1 белый конь   | h1 белая ладья  | 1 |  |
| | a | b               | c               | d | e                | f               | g               | h               |   |  |

Микенас после первого поражения, однако, сумел собраться и выиграть две следующие партии, после чего постоянно навязывал азартному сопернику спокойную позиционную игру, заканчивая вничью партию за партией. Лишь после середины матча, состоявшего из 14 партий, серия ничьих прервалась: из-за ошибок Микенас проиграл 8-ю партию, а Нежметдинов — 10-ю. Ещё раз Нежметдинову удалось опровергнуть наработки соперника в защите Алехина в 11-й партии, уже с жертвой слона. Счёт в матче сравнялся в третий раз, затем мастер снова вышел вперёд, но, памятуя о двух неудачах в защите Алехина, в последней партии чёрными отказался от любимого дебюта, избрав вместо этого французскую защиту. Однако смелая атакующая игра в очередной раз помогла Нежметдинову догнать соперника. В заключительной партии матча, играя чёрными, он едва снова не добился победы, но попал в сильный цейтнот, растерял перевес и едва не получил мат. Матч окончился вничью, что не позволило казанцу получить звание мастера, хотя Микенас, оценивая встречу, и отметил, что мастерского уровня его соперник уже достиг.
Нежметдинов, огорчённый результатом матча, неудачно сыграл в летнем чемпионате РСФСР; в печати это оценили так: «Добиться спортивных успехов чемпиону Татарской республики мешает чересчур большая впечатлительность». Несмотря на это, в конце лета он вошёл в состав сборной РСФСР на первом в истории командном первенстве СССР. В этом турнире казанский кандидат обыграл таких соперников, как москвич Александр Константинопольский и ленинградец Леонид Шамаев. Это дало ему право на участие в полуфинале личного чемпионата СССР в 1949 году. Перед этим турниром Нежметдинов провёл несколько неудачных соревнований, часто терял инициативу, в очередном чемпионате РСФСР в 15 партиях сделал 9 ничьих. В спортивном отношении всесоюзный турнир тоже не принёс особых успехов, не считая победы над Новотельновым, но в теоретическом плане внимание привлекла продемонстрированная казанцем новинка в испанской партии.

### Двукратный мастер спорта и чемпион РСФСР
Осенью 1949 года в череде шахматных соревнований у Нежметдинова после долгого перерыва внезапно появился шашечный турнир. Это произошло, когда спортсмен вернулся в Казань из санатория в Ижевске, где отдыхал вместе с братом. В его родном городе в это время начинался полуфинальный турнир XII чемпионата СССР по шашкам, на который не приехал один из заявленных мастеров. В результате вместо него в соревновании пригласили участвовать Нежметдинова. Неожиданно для всех первокатегорник из Казани, больше десятка лет не участвовавший в соревнованиях на всесоюзном уровне, набрал 12 очков из 16 и занял 1-е место. Этот результат принёс Нежметдинову звание мастера спорта СССР по шашкам.
В январе следующего года Нежметдинов выиграл полуфинал X чемпионата СССР по шахматам — как кандидат в мастера, он должен был начинать борьбу с этого этапа. После этого, однако, казанцу пришлось выбирать между финалами чемпионата РСФСР по шахматам и чемпионата СССР по шашкам — первый шёл в Горьком до 7 марта, а второй 1 марта начинался в Киеве. Нежметдинов сделал выбор в пользу шахмат, надеясь получить звание мастера и в этом виде спорта. Он стал одним из 4 кандидатов в мастера, одержавших победы в 1-м туре чемпионата, но если остальные кандидаты позже не смогли поддержать взятый темп, то Нежметдинов за первые 5 туров потерял только пол-очка — в поединке с гроссмейстером Болеславским, на тот момент одним из сильнейших шахматистов мира. После 8 партий в активе казанца было 6½ очков, следующие пол-очка уже принесли ему звание мастера, а по итогам турнира он стал чемпионом РСФСР.

Вслед за первенством РСФСР по шахматам Нежметдинов участвовал в аналогичном турнире уже по шашкам. Это соревнование он начал неудачно, упустив из-за технической ошибки победу над Николаем Сретенским, а затем в равном эндшпиле неоправданно рискнув в партии с опытным Георгием Крыловым. Затем казанец заиграл увереннее, озадачивая соперников нестандартными решениями, догнал и обогнал конкурентов и перед заключительным туром вёл пол-очка у Вениамина Городецкого. Поскольку в последнем туре они встречались между собой, в этой партии Нежметдинову было достаточно ничьей, чтобы в один год стать чемпионом республики и по шахматам, и по шашкам. Однако на 17-м ходу игравший чёрными лидер прошёл мимо очевидного размена, приносившего ему ничью, и в итоге проиграл партию. Нежметдинов вспоминал о своём состоянии после поражения: 
Вышел на улицу, в глазах темно, пошёл прямо через дорогу. Спасибо тому шофёру — свернул, не то был бы на том свете…
| 1.cd4 ba5 2.dc5 d:b4 3.a:c5 fg5 4.bc3 gh4 5.gf4 ef6 6.ab2 cb6 (За несколько партий до этого Нежметдинов против Т. Шмульяна сыграл 6. …fg5? и после 7.fe5! получил очень трудную позицию, которую ему пришлось спасать единственными ходами. Здесь он сыграл надёжнее) 7.hg3 b:d4 8.e:c5 fg5 9.ba3 g:e3 10.f:d4 h:f2 11.e:g3 bc7 12.de3 cb6 13.ef4 gf6 14.cd2 fg5 15.de3 gh4 16.gf2 de7 17.fe5 | В. Городецкий — Р. Нежметдинов Кол \| \| a \| b \| c \| d \| e \| f \| g \| h \| \| \| \| 8 \| \| \| \| \| \| \| \| \| 8 \| \| \| 7 \| \| \| \| \| \| \| \| \| 7 \| \| \| 6 \| \| \| \| \| \| \| \| \| 6 \| \| \| 5 \| \| \| \| \| \| \| \| \| 5 \| \| \| 4 \| \| \| \| \| \| \| \| \| 4 \| \| \| 3 \| \| \| \| \| \| \| \| \| 3 \| \| \| 2 \| \| \| \| \| \| \| \| \| 2 \| \| \| 1 \| \| \| \| \| \| \| \| \| 1 \| \| \| \| a \| b \| c \| d \| e \| f \| g \| h \| \| \| Позиция после 17-го хода белых |                 |                | (Форсированная ничья за белых достигалась комбинацией: 17. …ab4 18.c:c7 ed6 19.c:e7 f:d2. Р. Нежметдинов: «Весь зал видел такой пустяк…, а я — не видел») 17. …ef6? 18.e:g7 h:f6 19.cd6 hg5 20.gf4 fe5 21.f:h6 e:c7 22.de5 fe7 23.hg7 ed6 24.ef4 dc5 25.gh8 cb4 26.a:c5 b:b2 27.fg5 h:d4 28.h:a1 Чёрные сдались. |                 |                 |                |                 |   |  |
| | a | b               | c              | d | e               | f               | g              | h               |   |  |
| 8 | a8 | b8              | c8             | d8 | e8              | f8 чёрная шашка | g8             | h8 чёрная шашка | 8 |  |
| 7 | a7 чёрная шашка | b7              | c7             | d7 | e7 чёрная шашка | f7              | g7             | h7              | 7 |  |
| 6 | a6 | b6 чёрная шашка | c6             | d6 | e6              | f6              | g6             | h6 чёрная шашка | 6 |  |
| 5 | a5 чёрная шашка | b5              | c5 белая шашка | d5 | e5 белая шашка  | f5              | g5             | h5              | 5 |  |
| 4 | a4 | b4              | c4             | d4 белая шашка | e4              | f4              | g4             | h4 чёрная шашка | 4 |  |
| 3 | a3 белая шашка | b3              | c3 белая шашка | d3 | e3 белая шашка  | f3              | g3 белая шашка | h3              | 3 |  |
| 2 | a2 | b2              | c2             | d2 | e2              | f2 белая шашка  | g2             | h2              | 2 |  |
| 1 | a1 | b1              | c1             | d1 | e1              | f1              | g1             | h1              | 1 |  |
| | a | b               | c              | d | e               | f               | g              | h               |   |  |

Позже в том же году Нежметдинов, снова в Туле, участвовал в полуфинале чемпионата СССР, где 18 шашистов разыгрывали 6 путёвок в финал. По предварительным оценкам, для этого было достаточно баланса побед и поражений «плюс два», и после первых 7 туров казанский мастер с 4 очками был близок к этому порогу. Однако развить успех не позволил сердечный приступ. По решению врача Нежметдинов снялся с турнира. Эти две неудачи, по мнению Якова Дамского, подтолкнули казанца к решению расстаться с шашечными соревнованиями и в дальнейшем ограничиться шахматами. За остаток спортивной карьеры он ещё лишь однажды участвовал в крупном шашечном турнире.
В 1951 году на XI чемпионате РСФСР по шахматам, проходившем в Ярославле, Нежметдинов стартовал слабо, целое очко уступая Николаю Крогиусу, но на финише набрал 5 очков в 6 партиях и завоевал второй подряд титул чемпиона республики. После этого в обзоре турнира Н. Новотельнов отмечал, что Нежметдинов, известный как опасный тактик, стал также лучше себя чувствовать в позиционной игре и превратился в мастера дебютов. Вслед за этим в Баку казанский мастер не сумел пробиться в финал XIX чемпионата СССР, несмотря на очередной блестящий финиш в полуфинальном турнире — 6 очков в последних 7 встречах — и вторую за карьеру победу над соперником-гроссмейстером (на этот раз Андрэ Лилиенталем). Ему, однако, удалось, играя на 6-й доске в республиканской сборной, победить в командном чемпионате СССР.

### Международный мастер, чемпион СССР в команде и пятикратный чемпион РСФСР
После этого Нежметдинов на год прекратил участие и в шахматных турнирах, сосредоточившись на написании учебника шахматной игры на татарском языке — одного из первых вообще и первого написанного профессионалом. В поисках адекватного перевода международной терминологии на татарский язык он сотрудничал с писателем и критиком Гази Кашшафом, чей сын в то время был чемпионом Казани среди школьников. Книга была издана в 1953 году, один из авторских экземпляров с дарственной надписью «Гроссмейстеру литературы от мастера спорта» Нежметдинов подарил брату, чей роман «Весенние ветры» незадолго до этого был отмечен Сталинской премией. В этот же период, в марте 1952 года, уже приближаясь к 40-летнему юбилею, он познакомился с молодой учительницей и вскоре женился.
Вскоре после выхода книги Нежметдинов в очередной раз выступил в чемпионате РСФСР. Он снова начал турнир медленно, в том числе потерпев поражение от одного из аутсайдеров, но одержал на финише 6 побед подряд, не оставив шансов ближайшим соперникам — Льву Полугаевскому и Крогиусу. Таким образом, он первым из мастеров стал трёхкратным чемпионом РСФСР. Позже в своей книге казанский шахматист писал: «Начиная с этого чемпионата я научился регулярно побеждать мастеров в большинстве встреч». Я. Дамский с этой оценкой не соглашается, указывая на нестабильность результатов Нежметдинова и в дальнейшем, но признаёт, что тот безусловно был к описываемому периоду одним из сильнейших мастеров в СССР.
На состоявшемся в январе 1954 года чемпионате СССР Нежметдинов в определённый момент опять провёл беспроигрышную серию — 4½ очка в 5 партиях, которая позволила ему на время войти в пятёрку лидеров, но закрепиться наверху турнирной таблицы не сумел. Тем не менее после этого чемпионата, проходившего в Киеве, казанца и ещё трёх мастеров, наиболее успешно в нём выступивших, отправили в Бухарест на международный турнир с участием 18 шахматистов из 9 стран. В дни, когда Нежметдинов играл в Бухаресте, 3 марта 1954 года, у него родился сын, которого назвали Искандером. Советский шахматист посвятил новорождённому сыну выигранную партию с чемпионом Италии Паоли, получившую приз за красоту. По ходу соревнования Нежметдинов продемонстрировал исключительное умение и желание защищаться даже в позициях, казавшихся безнадёжными, неоднократно ставя в тупик иностранных соперников. Турнир он завершил на 2-м месте, в последнем туре в борьбе за чемпионское звание проиграв Семёну Фурману. Остальные советские шахматисты заняли 3-е и 6-е места. Все они по итогам соревнования получили звание международного мастера.
Позже в том же году командный чемпионат СССР впервые разыгрывался официально. Нежметдинов выступил в нём за сборную общества «Спартак» и показал лучший результат на своей доске, выиграв в том числе и в решающей встрече с основными соперниками по таблице — командой спортобщества «Наука». При равенстве очков в таблице победа в очной встрече принесла золотые медали «Спартаку». В 1955 году Нежметдинов в командном первенстве СССР уже представлял сборную РСФСР и снова стал лучшим на своей доске, завоевав второй подряд чемпионский титул. В 1954 и 1956 годах казанец также добавил к трём личным золотым медалям чемпиона РСФСР две серебряные, оба раза слабо начиная турнир и бурно финишируя.
В феврале 1957 года Нежметдинов играл в финале XXIV чемпионата СССР. В 6-м туре, встречаясь с лидировавшим в турнире Михаилом Талем, он сумел быстро опровергнуть рискованную игру чёрных в дебюте, и на 18-м ходу в тяжёлом положении Таль был вынужден сдаться. Позже казанский шахматист в цейтноте проиграл гроссмейстеру Давиду Бронштейну, но в 13-м туре победил другого гроссмейстера, Бориса Спасского. Несмотря на это, ему не удалось попасть в десятку сильнейших, а проигравший ему Таль в итоге стал чемпионом. Вскоре после чемпионата, в апреле 1957 года, Нежметдинов в числе других 28 советских спортсменов был награждён медалью «За трудовое отличие». В этом же году, однако, семья Нежметдиновых понесла тяжёлую утрату: скончался старший брат Рашида, Кави Наджми.
В следующие два года Нежметдинов довёл число своих титулов чемпиона РСФСР до пяти. Особенно сильно он выступил в 1958 году, опередив в турнирной таблице 6 действующих и будущих гроссмейстеров и за два тура до финиша оторвавшись от преследователей на 2 очка; поражение в предпоследнем туре от свердловчанина В. Стрекаловского сократило этот разрыв, но итоговой победе казанца помешать не смогло. Партию этого чемпионата РСФСР, сыгранную в староиндийской защите против Полугаевского, Нежметдинов 15 лет спустя назвал самой красивой в своей шахматной карьере.
| 1.d4 Кf6 2.c4 d6 3.Кc3 e5 4.e4 ed 5.Ф:d4 Кc6 6.Фd2 g6 7.b3 Сg7 8.Сb2 0—0 9.Сd3 Кg4! (чёрные лучше развиты и контролируют центр) 10.Кge2 Фh4! (ранний вывод ферзя форсирует решение за белых и начинает «полосу бурных тактических осложнений») 11.Кg3 Кge5! (с угрозой 12. …Сh6 вынуждая белых рокироваться в короткую сторону) 12.0—0 f5! (заманчивое 12. …Кg4 позже даёт белым сильную контригру) 13.f3! (белые готовятся к перегруппировке на королевском фланге) 13. …Сh6 14.Фd1 f4 15.Кge2 g5 16.Кd5 g4 17.g3! (оттесняя противника и грозя контратакой) 17. …fg 18.hg Фh3 19.f4 | Л. Полугаевский — Р. Нежметдинов Староиндийская защита \| \| a \| b \| c \| d \| e \| f \| g \| h \| \| \| \| 8 \| \| \| \| \| \| \| \| \| 8 \| \| \| 7 \| \| \| \| \| \| \| \| \| 7 \| \| \| 6 \| \| \| \| \| \| \| \| \| 6 \| \| \| 5 \| \| \| \| \| \| \| \| \| 5 \| \| \| 4 \| \| \| \| \| \| \| \| \| 4 \| \| \| 3 \| \| \| \| \| \| \| \| \| 3 \| \| \| 2 \| \| \| \| \| \| \| \| \| 2 \| \| \| 1 \| \| \| \| \| \| \| \| \| 1 \| \| \| \| a \| b \| c \| d \| e \| f \| g \| h \| \| \| Позиция после 19-го хода белых |                 |                 | 19. …Сe6!! (хуже было активное 19. …Кf3+, так как при точной игре белый король уходил в безопасную зону) 20.Сc2? (чуть бо́льшие шансы белым давало 20.Сb1 с осложнениями для обеих сторон) 20. …Лf7 21.Крf2 Фh2+ 22.Крe3 С:d5 23.cd (варианты 23.ed и 23.Ф:d5 хуже) 23. …Кb4 24.Лh1 Л:f4!! (жертва, намеченная ещё на 19-м ходу) 25.Л:h2 Лf3++ 26.Крd4 Сg7!! (сразу несколько угроз матовой атаки) 27.a4 c5+ 28.dc bc 29.Сd3 Кe: d3+ 30.Крc4 d5+! 31.ed cd+ 32.Крb5 Лb8+ 33.Крa5 Кc6+ (после 34.Крa6 мат неизбежен) Белые сдались. |                |                 |                  |                 |   |  |
| | a | b               | c               | d | e              | f               | g                | h               |   |  |
| 8 | a8 чёрная ладья | b8              | c8 чёрный слон  | d8 | e8             | f8 чёрная ладья | g8 чёрный король | h8              | 8 |  |
| 7 | a7 чёрная пешка | b7 чёрная пешка | c7 чёрная пешка | d7 | e7             | f7              | g7               | h7 чёрная пешка | 7 |  |
| 6 | a6 | b6              | c6 чёрный конь  | d6 чёрная пешка | e6             | f6              | g6               | h6 чёрный слон  | 6 |  |
| 5 | a5 | b5              | c5              | d5 белый конь | e5 чёрный конь | f5              | g5               | h5              | 5 |  |
| 4 | a4 | b4              | c4 белая пешка  | d4 | e4 белая пешка | f4 белая пешка  | g4 чёрная пешка  | h4              | 4 |  |
| 3 | a3 | b3 белая пешка  | c3              | d3 белый слон | e3             | f3              | g3 белая пешка   | h3 чёрный ферзь | 3 |  |
| 2 | a2 белая пешка | b2 белый слон   | c2              | d2 | e2 белый конь  | f2              | g2               | h2              | 2 |  |
| 1 | a1 белая ладья | b1              | c1              | d1 белый ферзь | e1             | f1 белая ладья  | g1 белый король  | h1              | 1 |  |
| | a | b               | c               | d | e              | f               | g                | h               |   |  |

В командном чемпионате СССР того же года Нежметдинов играл в сборной РСФСР на первой доске, набрав на ней 4½ из 8 очков — третий результат из 9 участников, 7 из которых имели гроссмейстерское звание. Он также первенствовал в полуфинале XXVI чемпионата СССР, проходившем в 1958 году в Ростове-на-Дону, одержав больше всех побед и лишь на финише дав себя догнать Спасскому. В финале чемпионата СССР казанец также во многих партиях захватывал инициативу, получал преимущество, но в конце игры, после четырёх часов за доской, допускал ошибки и терял очки. Лишь в заключительном туре, обыграв москвича Никитина, он ушёл с последнего места в таблице. Неудачу Нежметдинова Я. Дамский объясняет возрастным фактором: в этом турнире татарский мастер уже был старше всех остальных участников.
Если Дамский в спортивной карьере Нежметдинова называет «траверсом» («маршрутом вдоль горной цепи, при котором то и дело оказываются покорёнными высоты — одна труднее другой») период с 1949 по 1954 год, то М. Хасанов оценивает как пик успехов казанского шахматиста 1956—1958 годы. По его мнению, именно в этот период у Нежметдинова были наилучшие результаты в турнирах, в том числе с участием гроссмейстеров, и сам он достиг гроссмейстерского уровня игры. Так, современный интернет-сайт Chessmetrics, рассчитывая коэффициент Эло для шахматистов прошлого, в этот период ставит Нежметдинова на 21-ю позицию в мире (рейтинг 2706). Причиной, по которой казанский шахматист так и не получил следующее звание, Хасанов называет отсутствие в это время в СССР турниров с гроссмейстерской нормой и невозможность выступать в таких соревнованиях за рубежом. Писатель отмечает, что с 1954 по 1959 год в Советском Союзе гроссмейстерское звание присваивалось только трижды — Спасскому (1955), Виктору Корчному и Талю (1957). В отсутствии у Нежметдинова возможности участвовать в международных турнирах видит причину неполучения им звания гроссмейстера и Алексей Суэтин. Автор биографии спортсмена В. И. Белокопытов, с другой стороны, цитировал объяснение самого Нежметдинова, который ссылался на то, что поздно начал играть, а солидную теоретическую базу приобрёл почти на 20 лет позже современных ему гроссмейстеров.

### Выступления 1960—1964 годов
Чемпионат РСФСР 1961 года в Омске Нежметдинов начал с 2 очками в 6 турах, но в последних 8 партиях набрал 7 баллов и разделил 2-е место с ещё четырьмя участниками. Поскольку этот турнир играл роль полуфинального отбора к чемпионату СССР, куда выходили только обладатели первых двух мест, серебряные призёры отдельно разыграли в Дубне последнюю путёвку, доставшуюся шахматисту из Казани. После этого в Ростове-на-Дону он на международном Мемориале Чигорина убедительно сыграл против иностранных мастеров (5½ очков из 6), лидировал до середины дистанции, а на финише только пол-очка уступил международному гроссмейстеру Марку Тайманову.
В последовавшем финале чемпионата СССР «вечнозелёный», как назвал его один из комментаторов, Нежметдинов нанёс поражение только что уступившему звание чемпиона мира Талю. Эту партию вспомнил Таль через несколько лет, когда журналист из Югославии задал ему вопрос, какой день своей жизни экс-чемпион мира считает самым счастливым. Ответ был парадоксальным: «Это был день, когда я проиграл Нежметдинову». Их партия была признана самой красивой на чемпионате в Сочи. Она также «встряхнула» Таля: если до этого большинство его встреч в турнире заканчивались вничью, то после игры с Нежметдиновым ничьих не было ни одной — экс-чемпион мира выиграл пять партий и ещё одну проиграл. В том же чемпионате са́мой трудной своей партией назвал встречу с Нежметдиновым и Борис Спасский: по словам гроссмейстера, соперник его полностью переиграл, и итоговая ничья стала для него «подарком».
| 1.e4 c5 2.Кf3 d6 3.d4 cd 4.К:d4 Кf6 5.Кc3 e6 6.Сe2 Кbd7 7.0—0 a6 8.f4 Фc7 9.g4 b5 10.a3 Сb7 11.Сf3 Кc5 (дебютная новинка, но лучше было 11. …e5!!, ведущее к ряду разменов и равной позиции) 12.Фe2 e5 13.Кf5 g6 (Таль отказывается от спокойных вариантов на 12-м и 13-м ходах) 14.fe de | Р. Нежметдинов — М. Таль Сицилианская защита \| \| a \| b \| c \| d \| e \| f \| g \| h \| \| \| \| 8 \| \| \| \| \| \| \| \| \| 8 \| \| \| 7 \| \| \| \| \| \| \| \| \| 7 \| \| \| 6 \| \| \| \| \| \| \| \| \| 6 \| \| \| 5 \| \| \| \| \| \| \| \| \| 5 \| \| \| 4 \| \| \| \| \| \| \| \| \| 4 \| \| \| 3 \| \| \| \| \| \| \| \| \| 3 \| \| \| 2 \| \| \| \| \| \| \| \| \| 2 \| \| \| 1 \| \| \| \| \| \| \| \| \| 1 \| \| \| \| a \| b \| c \| d \| e \| f \| g \| h \| \| \| Позиция после 14-го хода чёрных |                 |                 | 15.Кh6! (Таль рассказывал, что за этот нестандартный ход захотел «наказать» белых) 15. …Кe6 16.Сg2! (слон открывает вертикаль f, одновременно уходя от размена) 16. …Сg7 17.Л:f6! С:f6 18.Кd5 Фd8 19.Фf2 Кf4? (сильнее 19. …С:d5, после чего у белых, по определению Дамского, «арифметически чёткого выигрыша не видно») 20.С:f4 ef 21.e5! С:e5 22.Лe1 f6 23.К:f6+! Ф:f6 24.Фd4! («у белых нет ладьи, а у чёрных — защиты») 24. …Крf8 25.Л:e5 Фd8 26.Лf5+ gf 27.Ф:h8+ Крe7 28.Фg7+ Крe6 29.gf+ Чёрные сдались. |                  |                 |                 |                 |   |  |
| | a | b               | c               | d | e                | f               | g               | h               |   |  |
| 8 | a8 чёрная ладья | b8              | c8              | d8 | e8 чёрный король | f8 чёрный слон  | g8              | h8 чёрная ладья | 8 |  |
| 7 | a7 | b7 чёрный слон  | c7 чёрный ферзь | d7 | e7               | f7 чёрная пешка | g7              | h7 чёрная пешка | 7 |  |
| 6 | a6 чёрная пешка | b6              | c6              | d6 | e6               | f6 чёрный конь  | g6 чёрная пешка | h6              | 6 |  |
| 5 | a5 | b5 чёрная пешка | c5 чёрный конь  | d5 | e5 чёрная пешка  | f5 белый конь   | g5              | h5              | 5 |  |
| 4 | a4 | b4              | c4              | d4 | e4 белая пешка   | f4              | g4 белая пешка  | h4              | 4 |  |
| 3 | a3 белая пешка | b3              | c3 белый конь   | d3 | e3               | f3 белый слон   | g3              | h3              | 3 |  |
| 2 | a2 | b2 белая пешка  | c2 белая пешка  | d2 | e2 белый ферзь   | f2              | g2              | h2 белая пешка  | 2 |  |
| 1 | a1 белая ладья | b1              | c1 белый слон   | d1 | e1               | f1 белая ладья  | g1 белый король | h1              | 1 |  |
| | a | b               | c               | d | e                | f               | g               | h               |   |  |

Чемпионат СССР 1961 года стал началом периода, когда Нежметдинов, уже не показывая своих самых высоких спортивных результатов, в то же время продолжал развивать шахматы как искусство. Так, в 1962 году казанец, выступавший за сборную Татарской АССР на командном чемпионате РСФСР, получил приз за самую красивую партию турнира. Этой наградой была отмечена его игра с Олегом Черниковым, представлявшим Горький, в которой была разыграна сицилианская защита. В этой партии, в позиции, которая считалась ничейной, Нежметдинов удивил противника интуитивной жертвой ферзя за две лёгкие фигуры.
| 1.e4 c5 2.Кf3 Кc6 3.d4 cd 4.К:d4 g6 5.Кc3 Сg7 6.Сe3 Кf6 7.Сc4 0—0 8.Сb3 Кg4 9.Ф:g4 К:d4 10.Фh4 (в теории более перспективным для белых считалось 10.Фd1, а сделанный ход, казалось, вёл к ничьей) 10. …Фa5 11.0—0 Сf6 (дальше у белых 12.Фh6 и 12.Фg4 — последний ход позже опробовал Фишер — ведут к быстрой ничьей, а после 12.Фg3 у белых даже хуже. Нежметдинов, продумав почти час, решил использовать слабость чёрных полей вокруг короля соперника и для этого принести в жертву ферзя) | Р. Нежметдинов — О. Черников Сицилианская защита \| \| a \| b \| c \| d \| e \| f \| g \| h \| \| \| \| 8 \| \| \| \| \| \| \| \| \| 8 \| \| \| 7 \| \| \| \| \| \| \| \| \| 7 \| \| \| 6 \| \| \| \| \| \| \| \| \| 6 \| \| \| 5 \| \| \| \| \| \| \| \| \| 5 \| \| \| 4 \| \| \| \| \| \| \| \| \| 4 \| \| \| 3 \| \| \| \| \| \| \| \| \| 3 \| \| \| 2 \| \| \| \| \| \| \| \| \| 2 \| \| \| 1 \| \| \| \| \| \| \| \| \| 1 \| \| \| \| a \| b \| c \| d \| e \| f \| g \| h \| \| \| Позиция после 11-го хода чёрных |                 |                |                 |                 |                 |                  |                 |   |  |
| | a | b               | c              | d               | e               | f               | g                | h               |   |  |
| 8 | a8 чёрная ладья | b8              | c8 чёрный слон | d8              | e8              | f8 чёрная ладья | g8 чёрный король | h8              | 8 |  |
| 7 | a7 чёрная пешка | b7 чёрная пешка | c7             | d7 чёрная пешка | e7 чёрная пешка | f7 чёрная пешка | g7               | h7 чёрная пешка | 7 |  |
| 6 | a6 | b6              | c6             | d6              | e6              | f6 чёрный слон  | g6 чёрная пешка  | h6              | 6 |  |
| 5 | a5 чёрный ферзь | b5              | c5             | d5              | e5              | f5              | g5               | h5              | 5 |  |
| 4 | a4 | b4              | c4             | d4 чёрный конь  | e4 белая пешка  | f4              | g4               | h4 белый ферзь  | 4 |  |
| 3 | a3 | b3 белый слон   | c3 белый конь  | d3              | e3 белый слон   | f3              | g3               | h3              | 3 |  |
| 2 | a2 белая пешка | b2 белая пешка  | c2 белая пешка | d2              | e2              | f2 белая пешка  | g2 белая пешка   | h2 белая пешка  | 2 |  |
| 1 | a1 белая ладья | b1              | c1             | d1              | e1              | f1 белая ладья  | g1 белый король  | h1              | 1 |  |
| | a | b               | c              | d               | e               | f               | g                | h               |   |  |

| 12.Ф:f6! Кe2+! (чёрные отвлекают белого коня, выигрывая темп, но в анализе Нежметдинова этот ход был учтён) 13.К:e2 ef 14.Кc3 Лe8 (во многочисленных анализах, опубликованных по следам партии, проводилась мысль, что за чёрных решал ход 14. …d5!, позволявший им атаковать ключевого для прорыва белых коня, но Нежметдинов считал эти выводы неверными) 15.Кd5 Лe6 16.Сd4 Крg7 17.Лad1 d6 18.Лd3 Сd7 19.Лf3 Сb5 20.Сc3 Фd8 21.К:f6! Сe2 (21. …С:f1 проигрывает сразу) | \| \| a \| b \| c \| d \| e \| f \| g \| h \| \| \| \| 8 \| \| \| \| \| \| \| \| \| 8 \| \| \| 7 \| \| \| \| \| \| \| \| \| 7 \| \| \| 6 \| \| \| \| \| \| \| \| \| 6 \| \| \| 5 \| \| \| \| \| \| \| \| \| 5 \| \| \| 4 \| \| \| \| \| \| \| \| \| 4 \| \| \| 3 \| \| \| \| \| \| \| \| \| 3 \| \| \| 2 \| \| \| \| \| \| \| \| \| 2 \| \| \| 1 \| \| \| \| \| \| \| \| \| 1 \| \| \| \| a \| b \| c \| d \| e \| f \| g \| h \| \| \| Позиция после 21-го хода чёрных |                 |                | 22.К:h7! Крg8 (анализ Нежметдинова показывает, что 22. …Кр: h7 ведёт к матовой атаке ладьёй и слоном) 23.Лh3 Лe5 24.f4! (именно до этого места Нежметдинов досчитал на 13-м ходу) 24. …С:f1 25.Кр: f1 Лc8 26.Сd4 (26.fe de 27.С:e5 даёт чёрным ничью вечным шахом 27. …Фd1+) 26. …b5 27.Кg5 Лc7 28.С:f7! Л:f7 29.Лh8+! Кр: h8 30.К:f7+ Крh7 31.К:d8 Л:e4 32.Кc6 Л:f4+ 33.Крe2 Чёрные сдались. |                 |                 |                  |                 |   |  |
| | a | b               | c              | d | e               | f               | g                | h               |   |  |
| 8 | a8 чёрная ладья | b8              | c8             | d8 чёрный ферзь | e8              | f8              | g8               | h8              | 8 |  |
| 7 | a7 чёрная пешка | b7 чёрная пешка | c7             | d7 | e7              | f7 чёрная пешка | g7 чёрный король | h7 чёрная пешка | 7 |  |
| 6 | a6 | b6              | c6             | d6 чёрная пешка | e6 чёрная ладья | f6 белый конь   | g6 чёрная пешка  | h6              | 6 |  |
| 5 | a5 | b5              | c5             | d5 | e5              | f5              | g5               | h5              | 5 |  |
| 4 | a4 | b4              | c4             | d4 | e4 белая пешка  | f4              | g4               | h4              | 4 |  |
| 3 | a3 | b3 белый слон   | c3 белый слон  | d3 | e3              | f3 белая ладья  | g3               | h3              | 3 |  |
| 2 | a2 белая пешка | b2 белая пешка  | c2 белая пешка | d2 | e2 чёрный слон  | f2 белая пешка  | g2 белая пешка   | h2 белая пешка  | 2 |  |
| 1 | a1 | b1              | c1             | d1 | e1              | f1 белая ладья  | g1 белый король  | h1              | 1 |  |
| | a | b               | c              | d | e               | f               | g                | h               |   |  |

Приз за красоту получила также игра Спартакиады народов РСФСР 1963 года, где Нежметдинов белыми играл испанскую партию против В. Загоровского. При этом Я. Дамский полагает, что в ещё большей степени заслуживала награды испанская партия, сыгранная казанцем чёрными в том же турнире против А. Котова.
Вскоре после этого в Челябинске уже отпраздновавший своё 50-летие Нежметдинов в последний раз стал призёром личного первенства РСФСР. Эта медаль была его десятой на республиканских первенствах и первой бронзовой (после 5 золотых и 4 серебряных). В полуфинале чемпионата СССР казанец, как стало уже привычным, неудачно стартовал, но в концовке турнира, когда его уже перестали рассматривать всерьёз, выиграл 5 партий подряд, получив отдельный приз за лучший финиш. На чемпионате РСФСР 1964 года, проходившем в Казани, перед последним туром хозяин соревнований находился в положении, когда ничья с В. Дорошкевичем обеспечивала ему призовое место и возможность сыграть во всесоюзном первенстве, а победа выводила в чемпионы (столько же очков набирал и Н. Крогиус). Нежметдинов сыграл рискованно, провёл эффектную комбинацию, но в цейтноте допустил ошибку и остался без медали.
В том же году, уже приближаясь к 52-му дню рождения, Нежметдинов получил наконец свой единственный шанс стать гроссмейстером. Это произошло благодаря участию в Мемориале Чигорина в Сочи, где была установлена гроссмейстерская норма. Казанский мастер играл нестабильно, в 1-м круге проиграв в цейтноте практически выигранную партию с М. Уйтелки, а в 5-м организовав матовую атаку на позиции Бориса Спасского — на тот момент уже участника матчей претендентов на звание чемпиона мира. Ближе к финишу турнира он снова упустил победу в партии с гроссмейстером Владимиром Антошиным, в итоге вообще её проиграв, и в следующем туре, видимо, в состоянии психологического надлома, согласился на ничью в лучшей позиции. По итогам турнира казанец занял место в середине таблицы с 8½ очками, недобрав полутора очков до нормы гроссмейстера.

### Последние годы жизни
Своё последнее чемпионское звание как игрок Нежметдинов получил в 1965 году, выиграв со сборной РСФСР Всесоюзную спартакиаду профсоюзов. При этом, однако, он сам уже почти не садился в этом турнире за доску, сыграв только две партии и принеся команде два очка. Два года спустя в Варне (Болгария) казанец разделил третье личное место. Свой последний приз за красоту он получил в 1973 году на Открытом чемпионате Латвии, где обыграл чёрными Владимира Карасёва.
Другие успехи последнего периода жизни казанского мастера были связаны с тренерской работой. Он тренировал сборную РСФСР начиная с 1948 года и 5 раз приводил её к победам в командных чемпионатах и Спартакиадах народов СССР, несмотря на то, что по званиям его подопечные уступали соперникам из Москвы, Ленинграда и Украины. Он также четыре раза завоёвывал чемпионское звание с командой юношей России. Нежметдинов не только занимался с членами своих команд анализом партий, но и влиял на формирование состава сборных. Так, по его настоянию в 1963 году в состав сборной РСФСР на Спартакиаде включили саратовского мастера Алексея Шестопёрова, чьи личные результаты были ниже, чем у других членов команды. Однако в заключительном туре Спартакиады именно бойцовские качества Шестопёрова, наряду с плодотворным ночным анализом его последней отложенной партии с гроссмейстером Васюковым, обеспечили победу сборной РСФСР над москвичами.
В 1950 году на командном Кубке РСФСР в сборную Татарской АССР вместе с Нежметдиновым входили сразу двое его учеников — перворазрядники Энгельс Валеев и Виль Волошин. Оба они показали второй результат на своих досках, набрав больше очков, чем сам их учитель, и получили кандидатские баллы. В 1968 году Волошин, будучи кандидатом, принял участие в схевенингенском турнире в Ростове-на-Дону, где группа кандидатов играла против группы мастеров, в которую входил и его учитель. Волошин выполнил мастерскую норму уже за два тура до финиша, переиграв в том числе и самого Нежметдинова. Другими учениками Нежметдинова в это время были Яков Дамский (первым из этой группы получивший звание мастера), Юрий Смирнов и Наиль Мухамедзянов. В матчах на первенство мира 1960 и 1961 годов Нежметдинов выступал в качестве секунданта Михаила Таля. В 1962 году его заслуги были отмечены званием заслуженного тренера СССР.

Могила Рашида Нежметдинова на Арском кладбище

Благодаря усилиям Нежметдинова в Казани были открыты шахматный клуб, а позже — новый Дом шахмат, организована одна из первых в России специализированных шахматных школ. Он умер 3 июня 1974 года в больнице, не доиграв партию по переписке, которую вёл с читателями газеты «Социалистик Татарстан», и несколько месяцев не дожив до открытия организованной благодаря ему шахматной школы. Похоронен на Арском кладбище в Казани. Жена Нежметдинова Тамара, преподаватель, а затем директор школы, дожила до 2010 года; единственный сын Искандер, получивший математическое образование, уехал в начале 2000-х годов в США, где преподавал в университете в Огайо.

## Достижения
Рашид Нежметдинов — первый в мире спортсмен, завоевавший звание мастера как в шашках, так и в шахматах. Первое звание присвоено после победы в полуфинале чемпионата СССР в 1949 году, второе — после победы в чемпионате РСФСР 1950 года.

### Шашки
Нежметдинов познакомился с правилами игры в шашки в начале 1928 года и через считанные месяцы победил в полуфинале, а затем занял 2-е место в финале чемпионата Казани. Летом того же года на первенстве РАРО сыграл вничью с экс-чемпионом СССР Василием Медковым, участвовавшим в турнире вне конкурса, пропустил вперёд только его в турнирной таблице и официально завоевал титул чемпиона.
В дальнейшем стал многократным чемпионом Казани, чемпионом Одессы в 1931—1933 годах, чемпионом добровольно-спортивного общества «Учитель» (Саратов, 1938). В 1949 году в Казани выиграл полуфинал XII чемпионата СССР, но в финале не участвовал. Серебряный призёр чемпионата РСФСР 1950 года. После 1950 года практически прекратил участие в шашечных соревнованиях (за единственным исключением).
| Год                                                                                    | Город  | Турнир                    | Очки      | Место |
| -------------------------------------------------------------------------------------- | ------ | ------------------------- | --------- | ----- |
| 1928                                                                                   | Казань | Чемпионат РАРО            | 11½ из 14 | 2     |
| 1928                                                                                   | Москва | Чемпионат РСФСР           | 5½ из 8   | 6—8   |
| 1929                                                                                   | Москва | Малый чемпионат СССР      | 12 из 21  | 8—9   |
| 1934                                                                                   | Москва | Чемпионат РСФСР           | 2 из 5    | 4     |
| 1949                                                                                   | Казань | Полуфинал чемпионата СССР | 12 из 16  | 1     |
| 1950                                                                                   | Тула   | Чемпионат РСФСР           | 11½ из 17 | 2     |
| Приводится по книге: Дамский Я. В. Рашид Нежметдинов. — М.: Физкультура и спорт, 1987. |        |                           |           |       |

### Шахматы
Первым достижением Нежметдинова стало завоёванное зимой 1927 года звание чемпиона Казани среди школьников. В 1930 году он впервые выиграл первенство города среди взрослых, за что ему была присвоена I всесоюзная категория. В 1939 году стал кандидатом в мастера, мастер с 1950 года, международный мастер с 1954 года.
Пятикратный победитель личных первенств РСФСР (1950, 1951, 1953, 1957, 1958), ещё 5 раз завоёвывал призовые места. Двукратный победитель командных чемпионатов СССР (1954, 1955). Многократный победитель городских и региональных чемпионатов, призёр 4 международных турниров.
С 1946 года старший тренер Татарского совета ДСО «Спартак», с 1972 года старший тренер отделения шахмат Казанской ШВСМ. Тренер сборной РСФСР по шахматам с 1948 года, 5 раз побеждал с ней в командных чемпионатах и Спартакиадах народов СССР. В качестве тренера работал с будущими мастерами спорта СССР В. Волошиным, Р. Габдрахмановым, Я. Дамским, Н. Мухамедзяновым, Ю. Смирновым.
Нежметдинов — автор книг на татарском языке «Шахмат уены» («Шахматы», 1953, русский перевод — 1985), «Сайланма партияләр» («Избранные партии», 1975).
| Год                                                                                    | Город          | Турнир                                 | Очки      | Место |
| -------------------------------------------------------------------------------------- | -------------- | -------------------------------------- | --------- | ----- |
| 1938                                                                                   | Горький        | Всесоюзный турнир I категории          | 7 из 13   | 5—8   |
| 1939                                                                                   | Ростов-на-Дону | Всесоюзный турнир I категории          | 9 из 10   | 1     |
| 1940                                                                                   |                | Всесоюзный турнир кандидатов в мастера | 4½ из 11  | 9     |
| 1947                                                                                   | Куйбышев       | Чемпионат РСФСР                        | 9½ из 13  | 2—3   |
| 1948                                                                                   | Саратов        | Чемпионат РСФСР                        | 8½ из 16  | 5—6   |
| 1949                                                                                   | Ярославль      | Чемпионат РСФСР                        | 7 из 15   | 11—12 |
| 1950                                                                                   | Горький        | Чемпионат РСФСР                        | 8 из 12   | 1     |
| 1951                                                                                   | Ярославль      | Чемпионат РСФСР                        | 9 из 12   | 1     |
| 1953                                                                                   | Саратов        | Чемпионат РСФСР                        | 11 из 15  | 1     |
| 1954                                                                                   | Киев           | Чемпионат СССР                         | 10 из 19  | 7—9   |
| 1954                                                                                   | Бухарест       | Международный турнир                   | 12½ из 17 | 2     |
| 1954                                                                                   | Ростов-на-Дону | Чемпионат РСФСР                        | 11 из 17  | 2     |
| 1956                                                                                   | Кисловодск     | Чемпионат РСФСР                        | 11 из 18  | 2—4   |
| 1957                                                                                   | Москва         | Чемпионат СССР                         | 9½ из 21  | 13—15 |
| 1957                                                                                   | Краснодар      | Чемпионат РСФСР                        | 12 из 17  | 1     |
| 1958                                                                                   | Сочи           | Чемпионат РСФСР                        | 13 из 19  | 1     |
| 1959                                                                                   | Тбилиси        | Чемпионат СССР                         | 6 из 19   | 19    |
| 1959                                                                                   | Воронеж        | Чемпионат РСФСР                        | 9½ из 17  | 5—8   |
| 1960                                                                                   | Пермь          | Чемпионат РСФСР                        | 8½ из 17  | 9—11  |
| 1961                                                                                   | Ростов-на-Дону | Мемориал Чигорина                      | 7½ из 12  | 2—3   |
| 1961                                                                                   | Омск           | Чемпионат РСФСР                        | 12 из 19  | 2—6   |
| 1961                                                                                   | Баку           | Чемпионат СССР                         | 7 из 20   | 19    |
| 1962                                                                                   | Челябинск      | Чемпионат РСФСР                        | 10½ из 17 | 3—5   |
| 1964                                                                                   | Казань         | Чемпионат РСФСР                        | 9 из 15   | 4—6   |
| 1964                                                                                   | Баку           | Международный турнир                   | 8½ из 12  | 3     |
| 1964                                                                                   | Сочи           | Мемориал Чигорина                      | 8½ из 15  | 6—8   |
| 1965                                                                                   | Сочи           | Мемориал Чигорина                      | 7½ из 15  | 8—10  |
| 1965                                                                                   | Улан-Батор     | Международный турнир                   | 11½ из 17 | 5—6   |
| 1966                                                                                   | Саратов        | Чемпионат РСФСР                        | 10½ из 19 | 6—9   |
| 1967                                                                                   | Варна          | Международный турнир                   | 8 из 14   | 5—8   |
| 1967                                                                                   | Харьков        | Чемпионат СССР                         | 7½ из 13  | 27—40 |
| 1970                                                                                   | Кисловодск     | Международный турнир                   | 6 из 14   | 9—11  |
| Приводится по книге: Дамский Я. В. Рашид Нежметдинов. — М.: Физкультура и спорт, 1987. |                |                                        |           |       |

## Награды и память

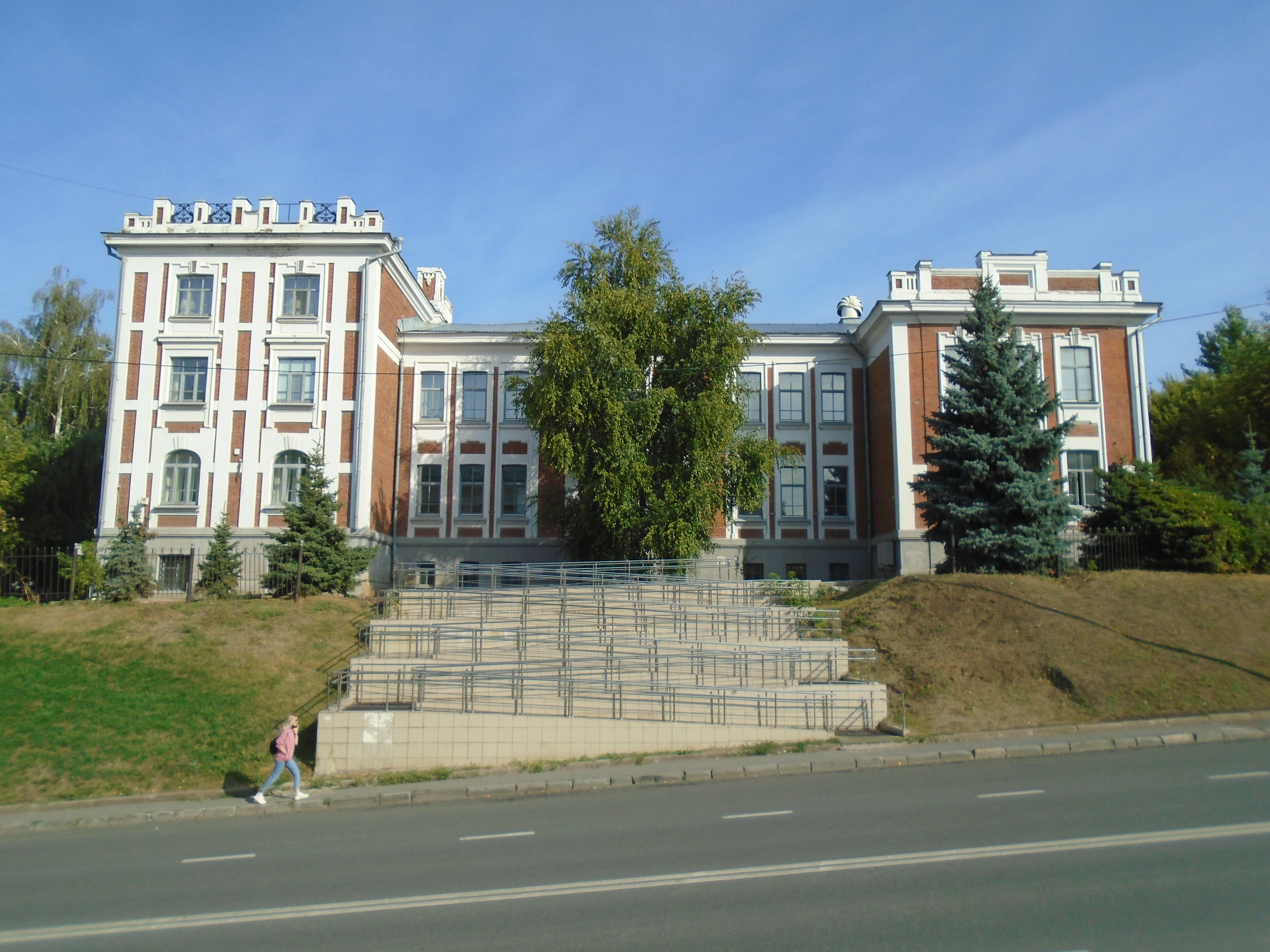
Дворец шахмат им. Р. Г. Нежметдинова

Спортивное творчество Рашида Нежметдинова отмечено многочисленными наградами за самую красивую партию в различных турнирах.
Награждён медалью «За трудовое отличие» (27.04.1957) — «за успехи, достигнутые в деле развития массового физкультурного движения в стране, повышения мастерства советских спортсменов, и успешное выступление на международных соревнованиях». В 1962 году удостоен звания заслуженного тренера СССР и получил почётную грамоту Верховного Совета ТАССР, а в 1972 году стал заслуженным работником культуры ТАССР. Почётный член шахматной федерации Ирака (1971).

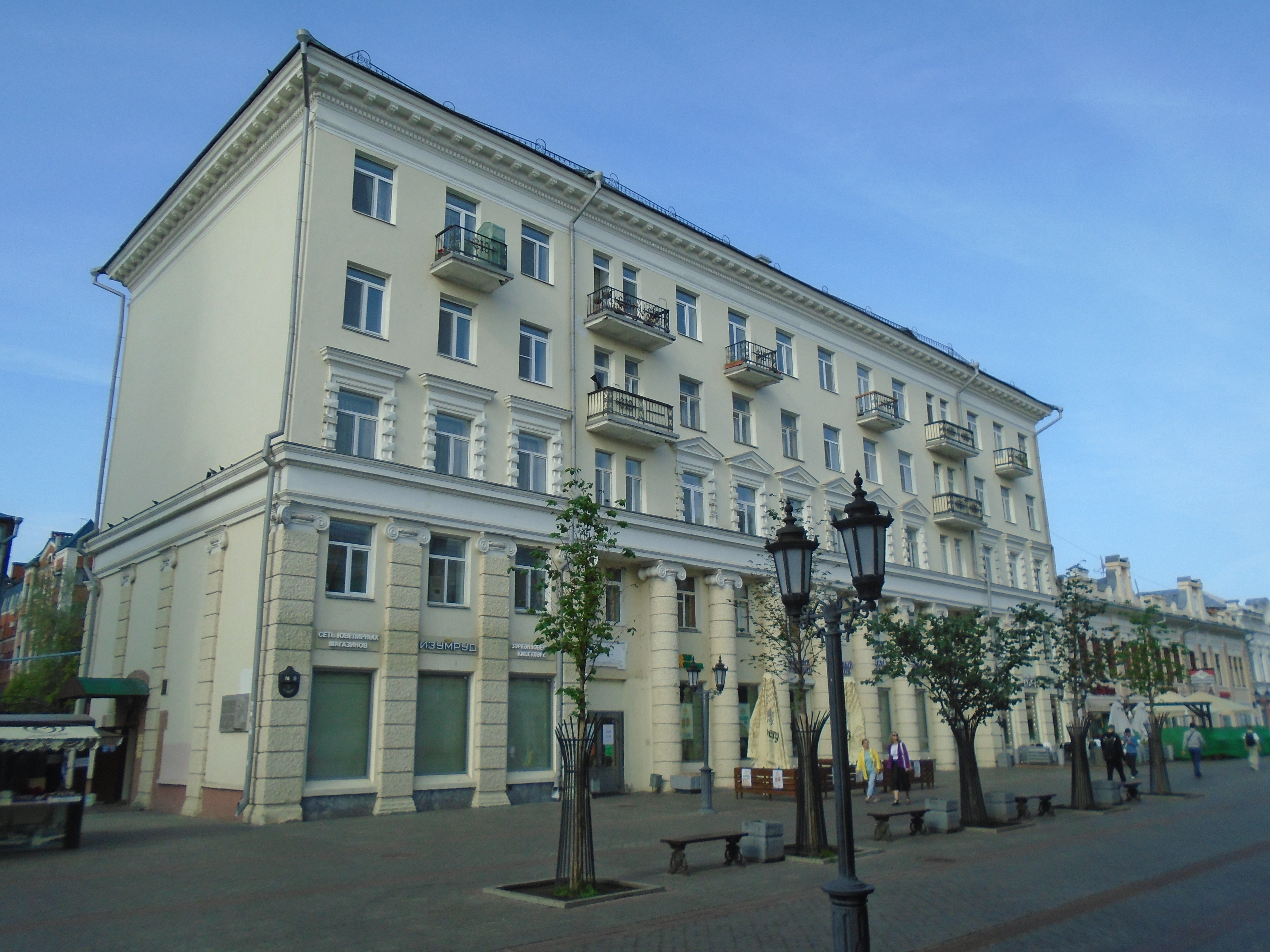
Дом, в котором жил Нежметдинов

Имя Рашида Нежметдинова присвоено Центральной детско-юношеской шахматной школе олимпийского резерва Казани и городскому Дворцу шахмат. Начиная с 1979 года в Казани проходит ежегодный Мемориал имени Рашида Нежметдинова среди команд шахматных школ, имеющий статус всесоюзного, а позже всероссийского.
В 1988 году на доме на улице Баумана в Казани, где проживал Нежметдинов, установлена мемориальная доска. В 2012 году, к столетию со дня рождения, имя Рашида Нежметдинова присвоено одной из улиц Казани.
В некоторых шахматных источниках вариант сицилианской защиты, включающий ход белых 3.Сb5, называют атакой Нежметдинова — Россолимо (англ. Nyezhmetdinov-Rossolimo Attack). Партия Нежметдинова с Генрихом Каспаряном, сыгранная в 1955 году (защита Каро — Канн), легла в основу одной из партий главной героини телесериала «Ход королевы». В сериале Бет Хармон играет эту партию белыми в конце 2-й серии против Гарри Белтика.